# Igreja de Santa Catarina de Sena

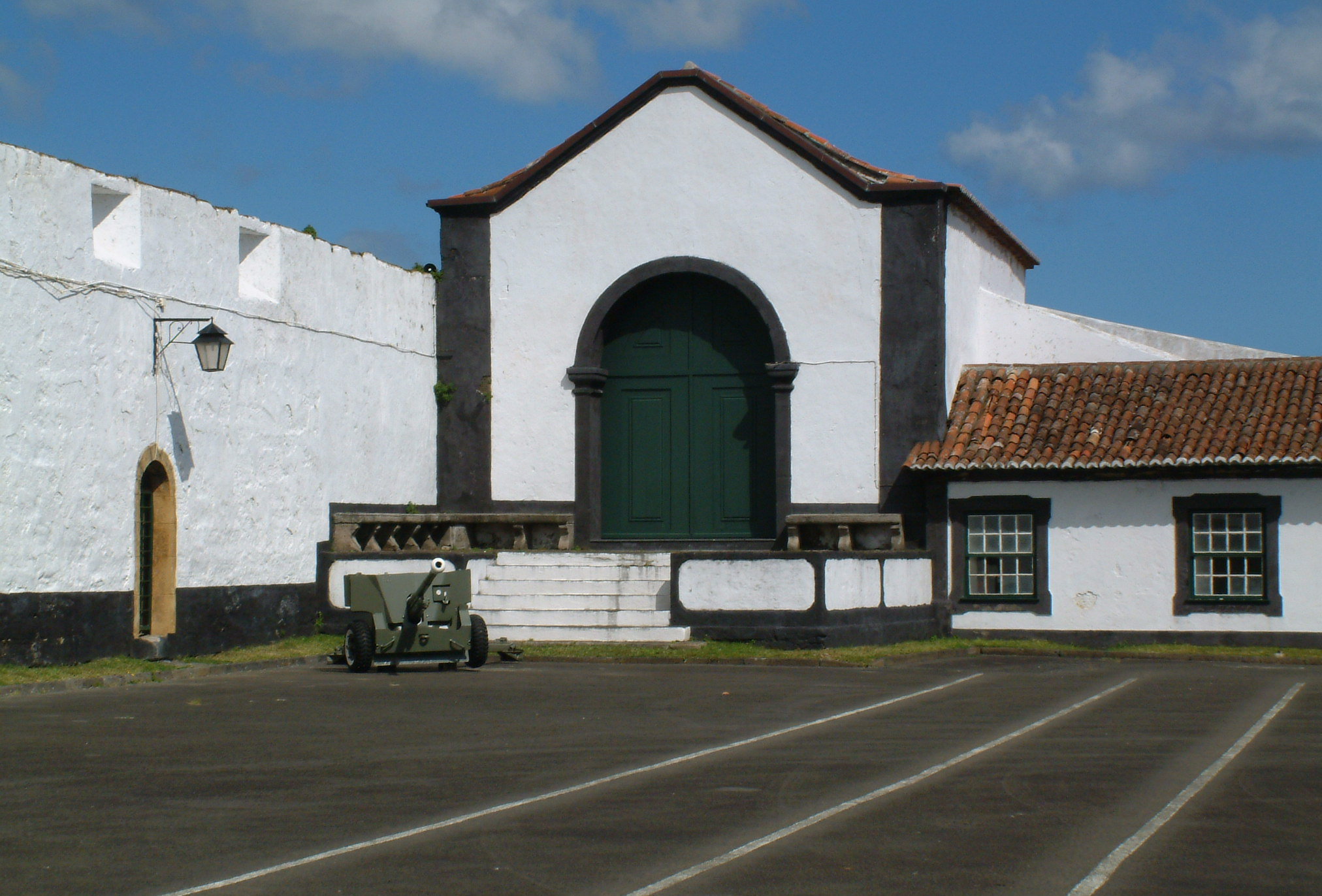
Igreja de Santa Catarina de Sena, na Fortaleza de São João Baptista, Angra do Heroísmo

A Igreja de Santa Catarina de Sena, também chamada ermida ou capela, é um antigo templo religioso, católico, hoje desactivado, construído a Leste da praça de armas da Fortaleza de São João Baptista do Monte Brasil, encostado à muralha principal, em Angra do Heroísmo, Ilha Terceira, Açores.
De pequena dimensão, fachada simples e sem decoração, cobertura de duas águas e planta quase quadrangular, tinha um único altar. Exteriormente apresenta um pequeno adro elevado, com bancos laterais, de pedra, a que se acede por escadaria central de seis degraus.
Serviu de igreja à guarnição espanhola, instalada aqui no contexto da União Ibérica e foi construída ao mesmo tempo que a fortaleza, então chamada de São Filipe do Monte Brasil.
O primeiro registo de casamento ali efectuado data de 1601, atestando que ela já existia, funcional e equipada, nessa data, servindo, também, de local de sepultura de alguns governadores do período espanhol, nomeadamente D. Gonçalo Mexia, a 23 de Outubro de 1618.
Mesmo depois da rendição espanhola, em 1642, manteve-se ao culto até 1720, data em que a Igreja de São João Baptista, a Sul da parada e muito maior, passou a assumir essas funções.
Com o incêndio, acontecido em 23 de setembro de 1818, que consumiu a igreja grande, regressou o culto a este pequeno templo, de onde voltou a sair, por volta de 1866/67, quando a de São João Baptista foi benta, após ser reconstruída.
Entrado o século XIX, o edifício começa a ser referido, também, como Ermida do Espírito Santo, sendo isso condizente com os restos de uma pintura oitocentista que se encontra no interior, representando uma pombas branca esvoaçante, e com notícias que a referem como local onde se organizaram festas do Paráclito, tão do agrado dos habitantes das ilhas açorianas.
Em 1904 já não é tida como activa, passando a funções muito diferentes, como tribunal militar, posto de rádio, museu e sala de reuniões.